# محمد عمر عرفة
محمد عمر عرفة، هو أديب سعودي. هو أحد المؤسسين الأوائل للحراك الثقافي والأدبي في المملكة السعودية، وأول مؤسس ورئيس للنادي الأدبي تبوك عام 1415-1423هـ بحضور صاحب السمو الأمير فهد بن سلطان بن عبد العزيز آل سعود. كان رئيس نادي الصقور الرياضي بتبوك عام 1407-1410هـ.

## سيرته
ولد محمد عمر عرفة في ضواحي قرية الورد بمدينة العلا عام 1938. حصل علي الدبلوم من الطائف، تدرج في عمله التعليمي من معلم لوكيل مدرسة الي مدير ابتدائية زيد بن حارثة. اختاره سمو أمير منطقة تبوك لأنشاء اول نادي أدبي وتعيينه رئيسا له. وأسس اول مجلة أدبية تعني بالأدباء والمفكرين بأسم أفنان، وكما أسس مجلس الأثنينية الأدبي.
وفي عام 2022 توفي الأديب محمد عمر والتقى صاحب السمو الملكي الأمير فهد بن سلطان بن عبد العزيز أمير منطقة تبوك بمكتبه بالإمارة أبناء رئيس النادي الأدبي بتبوك سابقاً،وأثنى سموه على الأديب محمد عرفة خلال فترة عمله رئيساً للنادي الأدبي بتبوك.

## المناصب والأنجازات
- أول مؤسس ورئيس للنادي الأدبي تبوك.

- رئيس نادي الصقور الرياضي بتبوك.

- تأسيس أول مجلة أدبية (أفنان).

- تأسيس مجلس الأثنينية الأدبي.